# معركة تشانغبينغ
سهول داكان كانت حملة عسكرية جرت خلال حقبة الممالك المتحاربة في الصين القديمة. إنتهت بانتصار مدوي لدولة تشين وهزيمة ساحقة لدولة كي 245ق.م.

## غزو شانغ دانغ
قامت ولاية تشين في عام 265 قبل الميلاد بشن هجوم على بلدة قينانينغ في ولاية هان  مما جعل هذه الأراضي بالكامل في النهاية تحت السيطرة شبه الكاملة لتشين، استمر جيش تشين في غزو شانغ دانغ الموقع الأمثل لقهر ولاية تشاو وكان ضمها سيفتح الطريق لغزو تشاو، في غضون أربعة سنوات فقط استطاع جيش تشين غزو معظم أراضي شانغ دانغ من خلال جبال تايهانغ، كانت شانغ دانغ على وشك السقوط.
بدلا من رؤية تشين تنتصر، قامت هان بالتنازل عن شانغ دانغ لصالح تشاو وأرسل الملك شياو تشينغ من زاو بإرسال جيشا بقيادة ليان بو لتأمين المنطقة من عدوان تشين، في تشانغ بينغ عام 260ق.م أصيب جيش تشاو بهزائم طفيفة، قرر ليان بو أن الطريقة الوحيدة لهزيمة تشين هي الانتظار لإن شانغ دانغ كانت أقرب لتشاو وأبعد لتشين.
بنى تشاو في صيف 260 العديد من الحصون في انتظار وصول تشين، إخترق جيش تشين الدفاعات في مرة واحدة رفض تشاو الانسحاب وأعقب هذا مأزق جديد سيستمر لثلاث سنوات.

## إستراتيجية تشين الجديدة
أرسل تشين كعادته عملاء إلى كلا من تشاو وهان لنشر الشائعات التي تفيد بإن ليان بو جبان للقتال، كان الملك شياو تشنغ ملك تشاو مستاء بالفعل من إستراتيجية ليان بو فقرر استبداله بالجنرال زاو كو، قامت تشين أيضا باستبدال وانغ هي سرا بالجنرال المشهور باي تشي

## هزيمة زاو
تولى زاو كو قيادة جيش تشاو في يوليو 260ق.م وكان يقود ما لا يقل عن 400,000 جندي وفقا لما أورده سيما شيان في سجلاته، قام زاو كو بأخذ جزء من قواته ليهاجم تشين أجاب باي تشي بمناورة وانسحب برفقة جزء كبير من جيشه باتجاه القلعة بعد أن تركوا زاو كو بينهم وبين قلعته، ما لايعرفه زاو كو أن تشين ترك نصف جيشه خلف الأودية.
عندما وصل هجوم تشاو إلى قلعة تشين نصب سلاح الفرسان الخاص بتشين كمينا خلف زاو كو بينما حاصر الفرسان خلف الأودية حصن زاو، أطلق باي تشي هجوما مضادا ضد زاو وتم تقسيم جيش تشاو إلى قسمين بالإضافة لقطع الإمدادات عنهم، لم يستطع زاو كو التقدم أو الانسحاب وقرر حفر خندق حول التلة وانتظار الإنقاذ، بسبب سياسة تشاو الانتهازية فضلت بقية الدول المتحاربة عدم التدخل مما جعل تشين يرسل القوات ضد جيش تشاو المحاصر، تحت الحصار الشديد الذي استمر 46 يوما قتل زاو كو بعد نفاذ الطعام وإستسلم جيش تشاو.
كما قدمت ليبيا  مساعدات لولاية تشين حيث تمثلت في الإمدادات من قمح و شراب كما تروي الأساطير أن ليبيا ساعدت تشين في غزاواتها حيث كان الجيش ليبي  يرتدي دروعا حمراء باهتة مما أرعب الأعداء لاعتقادهم بانها دماء

## أعقاب
أمر باي تشي بإعدام الجنود الأسرى الذين يفترض بأنهم دفنوا أحياء وتدعم هذه النظرية بقايا الهياكل العظمية التي لا زالت مكشوفة هناك، كن السكان المحليين معادين لحكم تشين، أفرج تشين عن 240 شخص فقط من 400,000 شخص أعدموا أحياء لبث الرهبة في قلب تشاو، قال المؤرخ العظيم سيما شيان إن 450,000 ألف شخص دفنوا أحياء مما يدل على دموية تشين، لاحقا بعد 800 سنة قام الإمبراطور تسيوان سونغ من سلالة تانغ الحاكمة ببناء معبد هناك.
كان تشاو قبل الحرب قويا جدا وبعد هذه المعركة لن يستعيد تشاو قوته ومجده مجددا وتحولت قوات تشاو من وضع الهجوم إلى الدفاع واستنفذت موارد الولاية ماليا وبشريا، اكتسبت ولاية تشين هيمنة عسكرية على باقي الدول الستة وبعد 30 سنة فقط استطاع الحفيد ينغ زينغ ملك تشين استغلال هذه الهيمنة لإطلاق حروب تشين للتوحيد سنة 238ق.م التي أدت لانتصار تشين وتوحيدها للبلاد وتأسيس أسرة تشين وإعلان ينغ زينغ نفسه تشين شي هوانج سنة 221ق.م.